# Herdenkingsmunten van € 2 (2015)
Hieronder staat een lijst van herdenkingsmunten van twee euro met slagjaar 2015.
| Afbeelding | Land          | Ter gelegenheid van | Oplage     | Datum uitgave     |
| --- | ------------- | --- | ---------- | ----------------- |
| | Duitsland     | 25 jaar Duitse eenheid | 30.517.100 | 30 januari 2015   |
| Omschrijving: De mensen op de voorgrond, die een nieuw begin en de weg naar een betere toekomst belichamen, bevinden zich voor de Brandenburgse Poort, het symbool van de Duitse eenheid. De weergave van de verklaring „Wir sind ein Volk” („wij zijn één volk”) – een collectieve wilsuiting van de Duitse burgers – symboliseert het pad naar de Duitse hereniging. In het binnenste gedeelte is tevens het muntteken van de betrokken munt („A”, „D”, „F”, „G” of „J”) aangebracht, alsook de landencode van de uitgevende staat, „D”, en het merkteken van de graveur (de initialen „BW” – Bernd Wendhut). Langs de buitenrand van de munt zijn de twaalf sterren van de Europese vlag afgebeeld. |               | |            |                   |
| |               | |            |                   |
| | Duitsland     | De Paulskirche in Frankfurt am Main, Hessen (tiende uit de 'Bundesländer'-serie)                                                                      | 30.767.100 | 30 januari 2015   |
| Omschrijving: Het ontwerp toont een klassiek perspectief op de Sint-Paulskerk in Frankfurt (de „Paulskirche” was de zetel van het eerste vrij gekozen wetgevend lichaam in 1849 en wordt beschouwd als de wieg van de Duitse democratie), dat daardoor het perspectief met de grootste herkenbaarheid is. Het ontwerp doet de spanning tussen de dominante toren en de elliptische structuur van het kerkgebouw goed uitkomen. De licht geaccentueerde trap heeft een uitnodigend karakter en zet tegelijk kracht bij aan de eronder aangebrachte inscriptie „HESSEN” (de deelstaat Hessen waar de Sint-Paulskerk zich bevindt). Op de kern zijn aan de linkerzijde tevens het jaar „2015” en het muntteken van de respectieve munt („A”, „D”, „F”, „G”, of „J”) aangebracht en aan de rechterzijde de aanduiding van het land van uitgifte „D” en het merkteken van de graveur (de initialen „HH” – Heinz Hoyer). Langs de buitenrand van de munt zijn de twaalf sterren van de Europese vlag afgebeeld. |               | |            |                   |
| |               | |            |                   |
| | Frankrijk     | 70 jaar vrede in Europa | 4.020.500  | 30 januari 2015   |
| Omschrijving: De beeldzijde bevat een moderne afbeelding van een duif. De duif draagt een olijftak, symbool van vrede, waarvan de zijtakken door de 12 sterren van de Europese vlag zijn vervangen. De 28 landen van de Europese Unie worden met hun ISO-code weergegeven. RF staat onderaan op de munt, terwijl de twee muntmeestertekens links en het jaartal 2015 rechts staan. Langs de buitenrand van de munt zijn de twaalf sterren van de Europese vlag weergegeven. |               | |            |                   |
| |               | |            |                   |
| | Spanje        | Grot van Altamira en de paleolithische grotkunst van Noord-Spanje (zesde uit de serie 'UNESCO Wereld Erfgoedlijst')                                   | 4.107.400  | 30 januari 2015   |
| Omschrijving: Op de voorgrond is de grotschildering van een bizon uit de grot van Altamira, gelegen in Cantabrië, afgebeeld. Bovenaan is, in boogvorm en met hoofdletters, het woord „ESPAÑA” vermeld; onderaan staat het jaar van uitgifte „2015” en rechts het muntteken. Langs de buitenrand van de munt zijn de twaalf sterren van de Europese vlag afgebeeld. |               | |            |                   |
| |               | |            |                   |
| | Letland       | Voorzitterschap Europese Unie | 1.025.000  | 10 februari 2015  |
| Omschrijving: Op de munt is het officiële logo van het Letse voorzitterschap van de Raad van de Europese Unie afgebeeld. Het logo is aangevuld met het opschrift „LATVIJAS PREZIDENTŪRA ES PADOMĒ” („LETS VOORZITTERSCHAP VAN DE RAAD VAN DE EU”) en met de website van het voorzitterschap „EU2015.LV”. Langs de buitenrand van de munt zijn de twaalf sterren van de Europese vlag afgebeeld. |               | |            |                   |
| |               | |            |                   |
| | Finland       | 150ste geboortedag van Jean Sibelius | 1.000.000  | 18 februari 2015  |
| Omschrijving: Op het binnenste gedeelte van de munt zijn een hemel met sterren, rechts boomtoppen afgebeeld. De tekst „JEAN SIBELIUS” en het jaar van uitgifte „2015” staan links op het binnenste gedeelte van de munt afgebeeld. Rechts staan het uitgevend land „FI” en het muntteken. Langs de buitenrand van de munt zijn de 12 sterren van de Europese vlag afgebeeld. |               | |            |                   |
| |               | |            |                   |
| | San Marino    | 750ste geboortedag van Dante Alighieri | 102.400    | 8 april 2015      |
| Omschrijving: Het ontwerp door Annalisa Masini bevat een portret van Dante, ontleend aan een fresco van Botticelli. Rechts van het portret staat in een verticale as de inscriptie „DANTE”. Aan de rechterkant in de kern staat in een halve cirkel de naam van de uitgevende staat, „SAN MARINO”. Tussen deze twee inscripties staan het muntteken „R”, de jaartallen „1265” en „2015” en de initialen van de ontwerper „AM”. Het lettertype dat wordt gebruikt ter aanduiding van de staat en het onderwerp van de munt is geïnspireerd op het lettertype in de eerste exemplaren van de Divina Comedia (De goddelijke komedie van Dante). Langs de buitenrand van de munt zijn de twaalf sterren van de Europese vlag afgebeeld. |               | |            |                   |
| |               | |            |                   |
| | Portugal      | 150-jarig bestaan van het Portugese Rode Kruis | 520.000    | 15 april 2015     |
| Omschrijving: Op de beeldenaar staat een afbeelding van een visuele compositie op basis van het welbekende kruis, het symbool van de organisatie, verschillende keren herhaald om de expansie van de humanitaire beweging zowel in Portugal als daarbuiten weer te geven. De omtrek van een hand in de achtergrond symboliseert de verschillende soorten hulp die de organisatie aan de mensen heeft verleend, veelal medische hulp, maar ook onder meer: samenwerkings-, opbouw- en ondersteuningshulp. Aan de linkerkant, halfcirkelvormig, de inscriptie „CRUZ VERMELHA PORTUGUESA”. Bovenaan het wapen en de naam van het uitgevende land „PORTUGAL” en onderaan de jaartallen „1865” en „2015”. Langs de buitenrand van de munt zijn de twaalf sterren van de Europese vlag afgebeeld. |               | |            |                   |
| |               | |            |                   |
| | Italië        | World Expo 2015 in Milaan | 3.554.820  | 30 april 2015     |
| Omschrijving: Op de beeldenaar staat een afbeelding van een compositie die de vruchtbaarheid van de aarde symboliseert: op een halve cirkel die de wereldbol weergeeft, wacht een door het water gevoed zaad op ontluiking; boven de aarde groeien een wijnstok, een olijftak en een korenaar uit een boomstronk; rondom de inscriptie „NUTRIRE IL PIANETA”; links de initialen van de ontwerper Maria Grazia Urbani, „MGU”; rechts het monogram van de Italiaanse Republiek „RI” en de letter „R” die het munthuis van Rome aanduidt; in het midden het logo van de EXPO MILANO 2015. Langs de buitenrand van de munt zijn de twaalf sterren van de Europese vlag afgebeeld. |               | |            |                   |
| |               | |            |                   |
| | Malta         | 100ste verjaardag van de eerste vliegtuigvlucht vanaf Malta                                                                                           | 325.000    | 25 mei 2015       |
| Omschrijving: De munt herdenkt een mijlpaal in de Maltese luchtvaartgeschiedenis: de honderdste verjaardag van de eerste vlucht van Malta. Op 13 februari 1915 steeg kapitein Kilmer in de Grand Harbour op in een watervliegtuig dat de HMS Ark Royal als moederschip had. Het vliegtuig landde in de haven na een vlucht van 55 minuten. Op de munt is het vliegtuig van kapitein Kilmer afgebeeld met op de achtergrond de kaap van Senglea, een opvallend punt in de Grand Harbour. Aan de bovenzijde is in een halve cirkel de inscriptie „FIRST FLIGHT FROM MALTA” aangebracht. Rechts staan de jaartallen „1915-2015”. Links onder bevindt zich de inscriptie „100TH ANNIVERSARY” en onderaan de initialen van de ontwerper „NGB” (Noel Galea Bason). Langs de buitenrand van de munt zijn de twaalf sterren van de Europese vlag afgebeeld. |               | |            |                   |
| |               | |            |                   |
| | Luxemburg     | 15de verjaardag van de troonsbestijging van Groothertog Henri (veertiende uit de 'Luxemburgse dynastie'-serie)                                        | 517.500    | 11 juni 2015      |
| Omschrijving: Op de munt staan de koppen van HH. KK. HH. Groothertog Henri en de Groothertogin, met daarboven het jaar van de troonsbestijging „2000”, het land van uitgifte „Luxembourg” alsook het jaartal „2015”. Onderaan op de beeldenaar staat de inscriptie „15e anniversaire de l’accession au trône de S.A.R. le Grand-Duc”. Langs de buitenrand van de munt zijn de twaalf sterren van de Europese vlag afgebeeld. |               | |            |                   |
| |               | |            |                   |
| | Malta         | Proclamatie parlementaire republiek met invoering nieuwe grondwet op 13 december 1974 (vijfde en laatste uit de 'Constitutionele Geschiedenis'-serie) | 435.000    | 23 juni 2015      |
| Omschrijving: De munt is de laatste in een reeks van vijf ter herdenking van mijlpalen in de grondwettelijke geschiedenis van Malta. Na grondwettelijke wijzigingen die werden goedgekeurd door een grote meerderheid van het Maltese parlement werd Malta op 13 december 1974 een republiek. Op het ontwerp is een marmeren gedenkplaat afgebeeld die op de voorgevel van het presidentiële paleis in Valletta is aangebracht ter gedachtenis van de Maltese overgang van monarchie naar republiek. Rechts bovenaan staat in een halve cirkel de inscriptie „MALTA — Republic 1974”. Onderaan staat het jaartal „2015”. Langs de buitenrand van de munt zijn de twaalf sterren van de Europese vlag afgebeeld. |               | |            |                   |
| |               | |            |                   |
| | Italië        | 750ste geboortedag van Dante Alighieri | 3.515.000  | 26 juni 2015      |
| Omschrijving: Op de beeldenaar staat een afbeelding van Dante met een open boek in zijn linkerhand en de berg van het vagevuur in de achtergrond; het gaat om een detail van de illustratie van De goddelijke komedie, geschilderd door Domenico di Michelino (1417-1491), in de S. Maria del Fiore (dom) in Firenze; centraal het monogram van de Italiaanse Republiek „RI”; rechts de inscriptie „R” die het munthuis van Rome aanduidt; onderaan de inscriptie „SP”, de initialen van Silvia Petrassi, en de datums „1265 2015”, zijnde het geboortejaar van Dante respectievelijk het jaar van uitgifte van de munt; boogvormig de inscriptie „DANTE ALIGHIERI”. Langs de buitenrand van de munt zijn de twaalf sterren van de Europese vlag afgebeeld. |               | |            |                   |
| |               | |            |                   |
| | Portugal      | 500ste verjaardag van het eerste contact met Timor | 520.000    | 15 juli 2015      |
| Omschrijving: Op de beeldenaar staat een uitbeelding van een16e-eeuws schip, waarmee de aankomst van de Portugese zeevaarders op het eiland wordt weergegeven, en van de bovenkant van een strodak van een lokale woning, inclusief de typische houtsculpturen, een permanente herinnering van mythes en legendes. Uitgebeeld wordt hier de mythologie van de eerste bewoners die per schip uit andere delen van het Aziatische continent aankwamen en het belang van het paard om de steile bergen te bereizen die het eiland grotendeels bedekken. Bovenaan rechts, het jaartal „1515” en de naam van het uitgevende land „PORTUGAL”. Onderaan links de inscriptie „TIMOR” en het jaartal „2015”. Onderaan de handtekening van de kunstenaar Fernando Fonseca. Langs de buitenrand van de munt zijn de twaalf sterren van de Europese vlag afgebeeld. |               | |            |                   |
| |               | |            |                   |
| | Frankrijk     | 225ste verjaardag van het feest van de Franse federatie                                                                                               | 4.020.000  | 22 juli 2015      |
| Omschrijving: De Franse nationale feestdag biedt alle Fransen de gelegenheid om samen het bestaan van de Republiek te vieren. Het ontwerp bestaat uit een grafisch en modern profiel van Marianne als belichaming van de Republiek. Zij draagt een Frygische muts. Rechts is de kokarde schetsmatig weergegeven boven de letters RF. Het jaartal staat in het centrum van de munt. Links staat een strofe uit „Liberté” van de Franse dichter Paul Éluard, als verwijzing naar het devies van de Republiek. De munttekens staan aan het begin van deze strofe. Langs de buitenrand van de munt zijn de twaalf sterren van de Europese vlag afgebeeld. |               | |            |                   |
| |               | |            |                   |
| | Europese Unie | 30 jaar Europese vlag | 51.427.500 | 6 augustus 2015   |
| Omschrijving: Op de munt is de EU-vlag weergegeven die symbool staat voor een verbond tussen volkeren en culturen met een gemeenschappelijke visie op en gemeenschappelijke idealen voor een betere toekomst. Twaalf sterren veranderen in menselijke figuren die de geboorte van een nieuw Europa omarmen. Rechts bovenaan staan in een halve cirkel het land van uitgifte en de jaartallen „1985-2015”. Onderaan rechts staan de initialen van de ontwerper (Georgios Stamatopoulos). Langs de buitenrand van de munt zijn de twaalf sterren van de Europese vlag afgebeeld. |               | |            |                   |
| Voor meer informatie zie Herdenkingsmunten 30 jaar Europese vlag . |               | |            |                   |
| |               | |            |                   |
| | België        | Europees Jaar voor ontwikkeling | 250.000    | 15 september 2015 |
| Omschrijving: Het binnenste gedeelte van de munt toont een hand waarop een wereldbol ligt met een plant. Het opschrift „2015 EUROPEAN YEAR FOR DEVELOPMENT” staat als een regenboog rond de wereldbol. De nationaliteit „BE” staat onder de hand, terwijl het muntmeesterteken en het muntteken van Brussel, het gehelmde profiel van de aartsengel Michaël, links worden weergegeven. Langs de buitenrand van de munt zijn de twaalf sterren van de Europese vlag afgebeeld. |               | |            |                   |
| |               | |            |                   |
| | San Marino    | 25ste verjaardag van de hereniging van Oost- en West-Duitsland                                                                                        | 102.400    | 29 september 2015 |
| Omschrijving: Het ontwerp toont de Brandenburgse Poort, die zich tijdens de Koude Oorlog in Oost-Berlijn bevond, weergegeven in twee voorstellingen die ineengestrengeld zijn als twee handen, waarmee de hereniging van de twee delen van Berlijn wordt gesymboliseerd. Links het muntteken „R” en de initialen van de kunstenaar „ES” (Erik Spiekermann). In een cirkel rond de afbeelding staan vermeld „25o ANNIVERSARIO DELLA RIUNIFICAZIONE DELLA GERMANIA 1990-2015” (25e verjaardag van de Duitse hereniging) en het land en jaar van uitgifte „San Marino MMXV”. Langs de buitenrand van de munt zijn de 12 sterren van de Europese vlag afgebeeld. |               | |            |                   |
| |               | |            |                   |
| | Vaticaanstad  | VIII Wereldgezinsdagen in Philadelphia | 114.000    | 6 oktober 2015    |
| Omschrijving: Het ontwerp toont twee gezinnen die symbolisch de hele wereld omarmen. Bovenaan staat het jaar van uitgifte: „2015”. Links staat de naam van de kunstenaar „C. Principe”. Het muntteken R staat op de arm van een gezinslid aan de rechterkant. In een cirkel rond de afbeelding staan de inscripties „VIII INCONTRO MONDIALE DELLE FAMIGLIE” (de 8e Wereldbijeenkomst van Gezinnen), van links naar rechts, en „CITTA' DEL VATICANO” onderaan. Langs de buitenrand van de munt zijn de twaalf sterren van de Europese vlag afgebeeld. |               | |            |                   |
| |               | |            |                   |
| | Luxemburg     | 125ste verjaardag van de dynastie Nassau-Weilburg (vijftiende uit de 'Luxemburgse dynastie'-serie)                                                    | 511.500    | 15 oktober 2015   |
| Omschrijving: Links op de munt staat de beeltenis van Zijne Koninklijke Hoogheid Groothertog Henri en rechts, in cirkelvorm en in de chronologische volgorde van hun troonsbestijging, de afbeeldingen van Hunne Koninklijke Hoogheden Groothertogen Adolphe en Guillaume IV, Groothertoginnen Marie-Adélaïde en Charlotte en Groothertog Jean. Aan de rechterzijde van het ontwerp staat, eveneens in cirkelvorm, het opschrift „1890 — Dynastie Nassau-Weilbourg”. Het land van uitgifte „Luxembourg” en het jaartal „2015” staan in verticale positie in het centrale gedeelte van het ontwerp. Langs de buitenrand van de munt zijn de twaalf sterren van de Europese vlag afgebeeld. |               | |            |                   |
| |               | |            |                   |
| | Finland       | 150ste geboortedag van Akseli Gallen-Kallela | 500.000    | 22 oktober 2015   |
| Omschrijving: Bovenaan het ontwerp is een zwemmende zwaan van Tuonela afgebeeld. Het water onder de zwaan golft als gevolg van de nederdalende geest. De aanduiding van de uitgevende staat „FI” staat aan het rechtereinde van de horizontale lijn. Onderaan rechts bevinden zich het palet van de kunstenaar met het geboortejaar van Gallen-Kallela „1865” en het jaar van uitgifte „2015”. Naast het palet is het muntteken aangebracht. De naam van de kunstenaar „AKSELI GALLEN KALLELA” is onder de horizontale lijn op de ring van de munt weergegeven. Langs de buitenrand van de munt zijn de twaalf sterren van de Europese vlag afgebeeld. |               | |            |                   |
| |               | |            |                   |
| | Slowakije     | 200ste geboortedag van Ľudovít Štúr | 1.000.000  | 23 oktober 2015   |
| Omschrijving: Op de beeldenaar staat een portret van Ľudovít Štúr. Rechts van het portret, parallel met de rand van het binnenste gedeelte van de munt, bevinden zich het jaar van uitgifte „2015” en, verder langs de rand, de naam van de uitgevende staat „SLOVENSKO”. Links van het portret, parallel met de rand van het binnenste gedeelte, staan de data van de geboorte en het overlijden van Štúr „1815–1856” en, verder naar links langs de rand, de naam „ĽUDOVÍT ŠTÚR”. Rechtsboven bevindt zich het muntteken van de munt van Kremnica (Mincovňa Kremnica), bestaande uit de initialen „MK” tussen twee muntstempels. Onderaan links zijn de gestileerde letters „IŘ”, de initialen van de ontwerper, Ivan Řehák, te zien. Langs de buitenrand van de munt zijn de twaalf sterren van de Europese vlag afgebeeld. |               | |            |                   |
| |               | |            |                   |
| | Slovenië      | 2.000ste verjaardag van de voltooiing van de bouw van de stadsmuren van Emona in Ljubljana                                                            | 1.000.000  | 9 november 2015   |
| Omschrijving: Het centrale beeld van de munt wordt gevormd door een compositie van letters die samen het woord „EMONA” of „AEMONA” vormen, en een gestileerde voorstelling van Emona. Onderaan staat in boogvorm het opschrift „EMONA LJUBLJANA SLOVENIJA 2015”. Langs de buitenrand van de munt zijn de twaalf sterren van de Europese vlag afgebeeld. |               | |            |                   |
| |               | |            |                   |
| | Monaco        | 800ste verjaardag van de bouw van het eerste kasteel op de rots                                                                                       | 10.000     | 13 november 2015  |
| Omschrijving: Het ontwerp toont een toren boven op de rots. Bovenaan staat de naam van de uitgevende staat „MONACO”, geflankeerd door het stempel van de Parijse munt en het muntmeesterteken. Aan de onderzijde staat het opschrift „FONDATION DE LA FORTERESSE” (stichting van de burcht), geflankeerd door de jaartallen „1215” en „2015”. Langs de buitenrand van de munt zijn de twaalf sterren van de Europese vlag afgebeeld. |               | |            |                   |
| |               | |            |                   |
| | Letland       | 30-jarig bestaan van de Letse ornithologische vereniging                                                                                              | 1.000.000  | 1 december 2015   |
| Omschrijving: Het ontwerp toont een zwarte ooievaar (Ciconia nigra) die als een van de vlaggenschipsoorten voor natuurbehoud in Europa wordt beschouwd. In 2005 is in Letland het beschermingsplan voor de zwarte ooievaar aangenomen. Onderaan op de beeldenaar staan de naam van het uitgevende land „LATVIJA” en daaronder het jaar van uitgifte „2015”. Langs de buitenrand van de munt zijn de twaalf sterren van de Europese vlag afgebeeld. |               | |            |                   |
| |               | |            |                   |
| | Litouwen      | Litouwse taal | 1.000.000  | 14 december 2015  |
| Omschrijving: Het ontwerp toont het woord „AČIŪ” (dank je) — een van de mooiste woorden in de Litouwse taal. Voor dit ontwerp is een eigen Litouws lettertype gecreëerd op basis van het Latijnse lettertype om de honderdste verjaardag te herdenken van het herstel van het recht om in het Litouws te drukken. Het lettertype geeft de combinaties van de meest gebruikte letters in het Litouws beter weer. Alle letters van het Litouws worden in een soort letterwolk weergegeven op de achtergrond van het woord „AČIŪ”. Onderaan staat de naam van het land van uitgifte „LIETUVA” en onder de naam staat het jaartal „2015”. Rechtsonderaan, onder het woord „AČIŪ” staat het muntteken van de Litouwse Munt. Langs de buitenrand van de munt zijn de twaalf sterren van de Europese vlag afgebeeld. |               | |            |                   |
| |               | |            |                   |
| | Griekenland   | 75ste sterfdag van Spyros Louis | 750.000    | 23 december 2015  |
| Omschrijving: Het ontwerp toont Spyros Louis en de beker die hij won tegen de achtergrond van het Stadion Panathinaiko. Langs de binnenzijde staan het land van uitgifte „HELLEENSE REPUBLIEK” en „DE 75e VERJAARDAG VAN HET OVERLIJDEN VAN SPYROS LOUIS” vermeld (in het Grieks). Boven de beker staan het jaar van uitgifte „2015” en rechts een palmet (het muntteken van het Griekse munthuis). Onderaan is het monogram van de kunstenaar (George Stamatopoulos) zichtbaar. Langs de buitenrand van de munt zijn de twaalf sterren van de Europese vlag afgebeeld. |               | |            |                   |
| |               | |            |                   |
| | Andorra       | 25ste verjaardag van de ondertekening van de douaneovereenkomst met de Europese Unie                                                                  | 85.000     | 18 juli 2016      |
| Omschrijving: Bovenaan: de kaart van Andorra, waarbinnen het wapen van het Vorstendom naar voren is gehaald. Onderaan: twee tegenoverliggende dooreengevlochten pijlen, die de douaneovereenkomst tussen Andorra en de EU symboliseren, met daarop de jaren die worden herdacht, „1990” en „2015” (2015 is ook het jaar waarin de munt is uitgegeven) en de naam van de uitgevende staat „ANDORRA”. Om de kaart van Andorra staat de tekst „25è aniversari de la Signatura de l’Acord Duaner amb la Unió Europea” (25e verjaardag van de ondertekening van de douaneovereenkomst met de Europese Unie). Langs de buitenrand van de munt zijn de twaalf sterren van de Europese vlag afgebeeld. |               | |            |                   |
| |               | |            |                   |
| | Andorra       | 30ste verjaardag van de invoering van de meerderjarigheid en de toekenning van politieke rechten op 18 jaar                                           | 85.000     | 18 juli 2016      |
| Omschrijving: Het ontwerp toont een gedeeltelijke reproductie van een jongere die een stem uitbrengt. Op het stembiljet dat de jongere in de hand houdt, staat de tekst „ANDORRA”. Links van de jongere staan de jaren die worden herdacht „1985” en „2015” (2015 is eveneens het jaar van uitgifte van de munt). Rond het ontwerp staat een kortere tekst van hetgeen wordt herdacht „30è ANIVERSARI MAJORIA D’EDAT ALS 18 ANYS” (30e verjaardag van de invoering van de meerderjarigheid op 18 jaar). Langs de buitenrand van de munt zijn de twaalf sterren van de Europese vlag afgebeeld. |               | |            |                   |